# Al-Chaur (prowincja)
Al-Chaur, Al-Chor (arab. الخور) – jedna z 8 prowincji w emiracie Kataru, znajdująca się w północno-wschodniej części kraju. Stolicą prowincji jest Al-Chaur.